# 1994 w Wojsku Polskim
Kalendarium Wojska Polskiego 1994 – wydarzenia w Wojsku Polskim w roku 1994.

## 1994
- dowódca 5 Dywizji Zmechanizowanej gen. bryg. Zbigniew Jabłoński i 73 pułk czołgów otrzymali Złoty Medal „Opiekun Miejsc Pamięci Narodowej”, natomiast dowódca 73 pułku czołgów płk Wiesław Michnowicz srebrny[1]

## Styczeń
- w 73 pułku zmechanizowanym z Gubina gościła grupa oficerów amerykańskich z 1 Dywizji Pancernej stacjonującej w Niemczech[2]

## Luty
23 lutego
- szef Wojskowych Służb Informacyjnych gen. bryg. Bolesław Izydorczyk przekazał dowodzenie gen. bryg. Konstantemu Malejczykowi

## Marzec
11 marca
- podniesienie bandery na korwecie ORP Piorun

## Kwiecień
5 kwietnia
- minister obrony narodowej Piotr Kołodziejczyk spotkał się z ambasadorem USA w Polsce. Omawiano kwestie uczestnictwa Polski w programie "Partnerstwo dla Pokoju"[3]

6–7 kwietnia
- z wizytą na Ukrainie przebywał minister ON RP Piotr Kołodziejczyk. Omawiano problemy bezpieczeństwa europejskiego i inicjatywę "Partnerstwo dla Pokoju"[3]

12 kwietnia
- Rada Ministrów powołała Komitet Spraw Obronnych jako organ realizujący zadania rządu w dziedzinie zewnętrznego i wewnętrznego bezpieczeństwa państwa[3]

13 kwietnia
- redakcja „Żołnierza Polskiego” doroczną nagrodę „Buzdygan” przyznała: mjr. S. Janowiczowi, gen. bryg. prof. Stanisławowi Koziejowi, płk. Włodzimierzowi Michalskiemu, płk. dr. inż. A. Spychale, red. B. Wołoszańskiemu i wójtowi gminy Kościerzyna — W. Tkaczykowi[3]
- powołano Radą Programową wydawnictwa „Bellona”[3]

15 kwietnia
- we Włocławku 3 pułk pontonowy otrzymał sztandar i nazwę wyróżniającą „Włocławski”[3]

18 kwietnia
- rozformowano 11 Centralną Składnicę Sprzętu Samochodowego w Suwałkach[3]

24 kwietnia
- prezydent RP Lech Wałęsa odwiedził 12 Dywizję Zmechanizowaną[3]
- wiceminister Spraw Wewnętrznych H. Jasik wręczył 103 pułkowi lotnictwa Nadwiślańskich Jednostek Wojskowych MSW sztandar[3]

26 kwietnia
- nominację na podsekretarza stanu ds. parlamentarnych w Ministerstwie Obrony Narodowej otrzymała Danuta Waniek[3]

26–29 kwietnia
- na terenie Wielkopolski przeprowadzono ćwiczenia dowódczo-sztabowe pod kryptonimem „Wielkopolska 94”. Celem ćwiczenia było doskonalenie zasad współdziałania wojsk operacyjnych i obrony terytorialnej z paramilitarnymi ogniwami obronnymi[3]

27 kwietnia
- odbyły się zajęcia szkoleniowo-metodyczne kierowniczej kadry lotniczej Sił Zbrojnych RP pod kryptonimem „Zlot 94”. Oceniano ćwiczenia taktyczne w 7 Pułku Lotnictwa Bombowo-Rozpoznawczego w Powidzu[3]

## Maj
- delegacja 5 Kresowej Dywizji Zmechanizowanej udała się pod Monte Cassino na obchody 50 rocznicy bitwy[2]

7 maja
- Wojskowa Akademia Medyczna im. gen. dyw. Bolesława Szareckiego otrzymała sztandar. Aktu wręczenia dokonał sekretarz stanu w Kancelarii Prezydenta Andrzej Jerzy Zakrzewski[3]

8 maja
- 5 Zgierski Pułk Radiotechniczy otrzymał nowy sztandar wojskowy[3]

10 maja
- w Pomorskim Okręgu Wojskowym przebywała delegacja Bundeswehry pod kierownictwem dowódcy korpusu terytorialnego „Wschód” gen. por. Wernera von Schevena[3]

12 maja
- 21 Brygada Strzelców Podhalańskich w Rzeszowie otrzymała imię gen. bryg. Mieczysława Boruty-Spiechowicza[4]
- 14 Brygada Pancerna w Przemyślu otrzymała imię hetmana Jana Karola Chodkiewicza[5]

17–20 maja
- przebywała w Polsce delegacja wojskowa z Centrum Dowodzenia Wewnętrznego Bundeswehry. Dyskutowano na temat kierowania i procesami wychowania żołnierzy oraz zasad współdziałania ogniw wojskowych i cywilnych[3].

23–24 maja
- odbyło się Kolegium Dowódców Sił Zbrojnych RP na którym dokonało oceny restrukturyzacji armii[3]

25 maja
- minister ON Piotr Kołodziejczyk uczestniczył w Brukseli w spotkaniu ministrów obrony państw Północno-Atlantyckiej Rady Współpracy. Spotkał się z ministrami obrony państw nadbałtyckich i sekretarzem obrony USA W. Perrym[3]

25–27 maja
- w RFN przebywała delegacja Wojska Polskiego pod przewodnictwem szefa Sztabu Generalnego gen. broni Tadeusza Wileckiego. Delegacja zapoznała się ze strukturą i uzbrojeniem Bundeswehry[3]

28 maja
- w Górze Kalwarii minister stanu w Kancelarii Prezydenta RP Mieczysław Wachowski wręczył dowódcy 1 Pułku Ochrony Nadwiślańskich Jednostek Wojskowych MSW nowy sztandar[3]

30 maja
- w Kielcach pożegnano 450 żołnierzy przygotowanych do służby w Chorwacji i oddział medyczny udający się do Libanu[3]

30–31 maja
- w Warszawskim okręgu Wojskowym przebywała delegacja oficerów 28 Korpusu Armijnego Republiki Białorusi[3]

## Czerwiec
7 czerwca
- odbyło się posiedzenie Komitetu Obrony Kraju z udziałem prezydenta RP Lecha Wałęsy. Zarysowały się kontrowersje na tle koncepcji bezpośredniego podporządkowania szefa Sztabu Generalnego (prezydentowi lub ministrowi ON)[3]

13–20 czerwca
- w Polsce i we Francji odbyło się szkolenie żołnierzy piechoty górskiej tych krajów[3]

18 czerwca
- na krakowskich Błoniach sekretarz stanu Henryk Goryszewski wręczył sztandar 6 Brygadzie Desantowo Szturmowej im. gen. Sosabowskiego[3]
- na Starym Rynku w Bydgoszczy sekretarz stanu w Kancelarii Prezydenta RP Mieczysław Wachowski wręczył sztandar dowódcy 2 Bazy Lotniczej[3]

20–25 czerwca
- odbyły się ćwiczenie dowódczo-sztabowe pod kryptonimem „Lato 94”. Ćwiczeniami kierował szef Sztabu Generalnego gen. broni Tadeusz Wilecki. Celem ćwiczenia było doskonalenie funkcjonowania stanowisk dowodzenia szczebla operacyjnego i taktycznego. Ćwiczenia obserwowali zaproszeni przedstawiciele armii NATO i dziennikarze[3].

29 czerwca
- szef BBN Henryk Goryszewski przekazał na ręce dowódcy 2 Brygady Łączności nowy sztandar[3]

## Lipiec
1–3 lipca
- odbyły się ćwiczenia 9 Flotylli Obrony Wybrzeża. W ćwiczeniach uczestniczyło siedem holenderskich trałowców[6]

1–7 lipca
- przeprowadzono ćwiczenia dowódczo-sztabowe pod kryptonimem „Bieszczady 94”. Celem ćwiczenia było doskonalenie planowania i organizacji działań obronnych wojsk operacyjnych, obrony terytorialnej oraz sił układu pozamilitarnego. Ćwiczeniami kierował dowódca Krakowskiego OW gen. dyw. Zygmunt Bryk[6].

2 lipca
- rozformowano 5 Pułk Zabezpieczenia Dowództwa Pomorskiego Okręgu Wojskowego. Sztandar pułkowy przekazano do Muzeum WP[6].

7–9 lipca
- w Polsce przebywał dowódca Połączonych Sił Zbrojnych NATO w Europie gen. G. A. Joulwana. Omawiano sprawy dotyczące udziału Polski w programie „Partnerstwo dla Pokoju”[6]

11 lipca
- sekretarz stanu Jerzy Milewski przedstawił w Kwaterze Głównej NATO polski „Indywidualny program Partnerstwa dla Pokoju na rok 1994”[6]

15 lipca
- w Wesołej gen. dyw. Czesław Laszczkowski wręczył 1 Warszawskiej Brygadzie Pancernej im. Tadeusza Kościuszki sztandar ufundowany przez Ministerstwo ON i Związek Żołnierzy Ludowego Wojska Polskiego[6]
- 15 Dywizja Zmechanizowana otrzymała nazwę Mazursko-Warmińskiej, a jej patronem, zastał król Władysław Jagiełło[6]

21 lipca
- w Giżycku rozformowano Wojskowy Ośrodek Szkolenia Służby Zakwaterowania i Budownictwa[6]

## Sierpień
2 sierpnia
- w Bolesławcu 11 Pułk Artylerii Przeciwlotniczej otrzymał sztandar[6]

4–8 sierpnia
- w Polsce przebywał minister Obrony Narodowej Kanady D. M. Collenette[6]

15 sierpnia
- szef sztabu Warszawskiego OW gen. bryg. Tomaszewski wręczył dowódcy 9 Pułku Dowodzenia sztandar ufundowany przez społeczeństwo i władze Radzymina[6]

23 sierpnia
- 3 Pułk Rakiet w Biedrusku otrzymał imię Króla Stefana Batorego[7]

## Wrzesień
- ppłk dypl. Wiesław Michnowicz przekazał obowiązki dowódcy 73 pułku zmechanizowanego mjr. Jarosławowi Butowi[8]

1 września
- w Gdyni na ORP „Błyskawica” podpisano porozumienie o dobrosąsiedzkiej współpracy pomiędzy jednostkami Wojska Polskiego i Bundeswehry. Delegacje WP i Bundeswehry złożyły wieńce pod pomnikiem Bohaterów Westerplatte[6]

2 września
- w Warszawie pod Pomnikiem Sapera szef BBN minister Henryk Goryszewski wręczył 2 Mazowieckiej Brygadzie Saperów sztandar ufundowany przez społeczeństwo i władze Warszawy oraz gminę Czosnów[6]

3 września
- minister stanu w MON Jerzy Milewski wręczył 69 pułkowi artylerii przeciwlotniczej sztandar. Jednocześnie jednostka otrzymała nazwę wyróżniającą „Leszczyński” oraz imię gen. dyw. Stefana Grota-Roweckiego[6]
- szef BBN minister Henryk Goryszewski wręczył dowódcy 7 Brygady Zmechanizowanej sztandar ufundowany przez społeczeństwo województwa słupskiego. Brygada otrzymała imię gen. Stanisława Grzmot-Skotnickiego oraz nazwę wyróżniającą „Pomorska”[6]

5 września
- w Węgorzewie dowódca Warszawskiego Okręgu Wojskowego gen. dyw. Julian Lewiński wręczył dowódcy 1 Mazurskiej Brygady Artylerii im. gen. Józefa Bema nowy sztandar[6]

10 września
- w czasie uroczystości wojskowych pod Pomnikiem Środkowego Nadodrza w Krośnie Odrzańskim, 4 Dywizja Zmechanizowana im. Jana Kilińskiego przejęła dziedzictwo i tradycje dywizji Wojska Polskiego oznaczonych cyfrą „4”[6]

11 września
- w Elblągu szef Wojsk Przeciwlotniczych gen. dyw. Tadeusz Jauer wręczył 13 pułkowi artylerii przeciwlotniczej sztandar ufundowany przez miejscowe społeczeństwo[6]

12–16 września
- na poligonie w Biedrusku odbyły się ćwiczenia wojsk sojuszu północnoatlantyckiego i państw uczestników programu „Partnerstwo dla Pokoju”. W manewrach pod kryptonimem „Cooperative Bridge 94”[a] wzięło udział 920 żołnierzy z 13 państw. Celem ćwiczenia było opanowanie sposobów wykonywania zadań przez pododdziały w rejonie działań misji pokojowej organizacji międzynarodowej[6]

13–14 września
- w Biedrusku i w Neubrandenburgu spotkali się ministrowie obrony Polski i Niemiec: Piotr Kołodziejczyk i V. Ruehe. Podpisano porozumienie o współpracy pomiędzy polską 12 Dywizją Zmechanizowaną i niemiecką 14 DZ[6]

16 września
- decyzją ministra ON Wyższa Szkoła Oficerska Wojsk Łączności przejęła tradycje wszystkich instytucji i form kształcenia wojskowych łącznościowców[6]

18–19 września
- w Chorwacji przebywał minister ON RP Piotr Kołodziejczyk. Minister spotkał się z przewodniczącym parlamentu, ministrem SZ Chorwacji i głównodowodzącym UNPROFOR. Wizytował też polski Kontyngent Wojskowy w UNPROFOR należący do Sił Ochronnych ONZ w b. Jugosławii[6]

19–21 września
- w jednostkach 16 Pomorskiej Dywizji Zmechanizowanej im. Króla Kazimierza Jagiellończyka przebywała delegacja wyższych oficerów rosyjskiej 11 Armii[6]

19–23 września
- na poligonie w Nowej Dębie odbyło się ćwiczenie taktyczne wojsk Krakowskiego Okręgu Wojskowego pod kryptonimem „Tatry 94”. Ćwiczeniami kierował gen. dyw. Zygmunt Bryk. W ćwiczeniu uczestniczyli również żołnierze z Niemiec i Danii[6]

24 września
- minister stanu Mieczysław Wachowski wręczył nowy sztandar rektorowi Wojskowej Akademii Technicznej[6]

24–30 września
- w Wojskowym Centrum Szkolenia dla Potrzeb Sił Pokojowych ONZ w Bukówce szkolił się pluton żołnierzy armii luksemburskiej[6]

25 września
- 10 Pułk Lotnictwa Myśliwskiego w Łasku otrzymał nowy sztandar ufundowały przez zakłady pracy, instytucje i osoby prywatne[6]

26–1 października
- na poligonie drawskim oraz wybranych garnizonach POW przeprowadzono centralny kurs szkoleniowo-metodyczny kierowniczej kadry sił zbrojnych. Dokonano też oceny przebiegu procesu restrukturyzacji sił zbrojnych oraz stopnia zrealizowania zadań szkoleniowych, operacyjno-mobilizacyjnych, logistycznych i wychowawczych. Uczestnicy szkolenia zapoznali się z organizacją działań obronnych oraz sposobami walki z desantem przeciwnika[6].

28 września
- szef sztabu WOW gen. bryg. Tomaszewski wręczył ufundowany przez społeczeństwo Tczewa sztandar 16 Tczewskiemu Batalionowi Saperów[6]

30 września
- w Drawsku, z udziałem prezydenta RP Lecha Wałęsy odbyła się odprawa kierowniczej kadry WP. W odprawie uczestniczyło kierownictwo MON z ministrem Piotrem Kołodziejczykiem, minister Mieczysław Wachowski, szef BBN Henryk Goryszewski, przewodniczący Sejmowej i Senackiej Komisji ON Jerzy Szmajdziński i Rajmund Szwonder. Odprawa przeszła do historii jako tzw. „Obiad drawski”[6]
- za wzorowe wypełnianie obowiązków w 1994 roku, szef Sztabu Generalnego wyróżnił następujące jednostki: 1 Warszawską Dywizję Zmechanizowaną im. Tadeusza Kościuszki, 4 Dywizję Zmechanizowaną im. Jana Kilińskiego, 12 Dywizję Zmechanizowaną im. Bolesława Krzywoustego, 2 Korpus OP, 9 Flotyllę Wybrzeża im. kontradm. W. Steyera, 1 Brygadę Artylerii, 15 paplot, 5 Brygadę Saperów im. gen. I. Prądzyńskiego, 1 Pułk Przeciwchemiczny, 6 Pułk Łączności, 10 Pułk Samochodowy, Oddział Żandarmerii Wojskowej w Poznaniu, Wojewódzki Sztab Wojskowy w Olsztynie[6]

## Październik
5 października
- w Lipsku podpisano porozumienie o współpracy między polską 11 Dywizją Kawalerii Pancernej a 13 Dywizją Zmechanizowaną Bundeswehry[9]
- prezydent Lech Wałęsa w towarzystwie holenderskiej królowej Beatrix odwiedził miejsca związane z historią walk polskich żołnierzy o wyzwolenie Holandii. Na Polskim Cmentarzu Wojskowym w Bredzie złożył wieniec na Grobie Nieznanego Żołnierza, w miejscowości Made odsłonił Pomnik Wyzwolenia, a w Królewskiej Akademii spotkał się z weteranami walk[9].

9 października
- dowódca WLiOP gen. dyw. pil. J. Gotowała wręczył dowódcy 3 Brygady Rakietowej sztandar ufundowany przez społeczeństwo Warszawy[9]
- w Śremie 6 Pułk Łączności otrzymał nowy sztandar ufundowany przez społeczeństwo miasta i gminy[9]

11 października
- Rada Ministrów przyjęła projekt „Ustawy o zakwaterowaniu Sił Zbrojnych RP”[9]

18–19 października
- w Zatoce Gdańskiej odbyły się manewry morskie „Passex 94”. Uczestniczyły w nich okręty z Belgii, Wielkiej Brytanii, Danii, Niemiec oraz pięć polskich trałowców[9]

20 października
- na poligonie Larzac we Francji ministrowie obrony: Francji, Niemiec i Polski obserwowali ćwiczenia pod kryptonimem „Concordia”. Głównym celem szkolenia było wypracowanie metod udzielania pomocy uchodźcom przez międzynarodowe oddziały pokojowe[9]

26 października
- codzienna gazeta WP „Polska Zbrojna” stała się członkiem Europejskiego Stowarzyszenia Prasy Wojskowej[b]

27 października
- prezydent Lech Wałęsa mianował pośmiertnie na stopień generała brygady czterech zasłużonych w działalności konspiracyjnej w czasie II wojny światowej pułkowników: A. Eplera, W. Filipkowskiego, Aleksandra Krzyżanowskiego i K. Tumidajskiego[9]
- podczas posiedzenia Komitetu Obrony Kraju zaprezentowano opracowany przez Biuro Bezpieczeństwa Narodowego dokument o stanie przestrzegania prawa w kraju. KOK polecił ministrowi ON opracowanie projektu ustawy o Wojskowych Służbach Informacyjnych[9]

## Listopad
1 listopada
- sformowano Dowództwo Brygady Lotnictwa Marynarki Wojennej[10]

4 listopada
- 2 Pomorska Dywizja Zmechanizowana w Szczecinku otrzymała imię gen. broni Jana Henryka Dąbrowskiego[11]

7 listopada
- w WLiOP podsumowano wykonanie zadań szkoleniowych w 1994 roku. Najlepsze wyniki osiągnęły: WSO Sił Powietrznych, 3 Brygada Rakietowa OP, 2 Brygada Radiotechniczna, 7 Pułk Lotnictwa Bombowo-Rozpoznawczego, 9 Pułk Lotnictwa Myśliwskiego, 37 Pułk Śmigłowców Transportowych, 11 Składnica MPS, TSWL, Szkoła Specjalistów WRT, Ośrodek Szkolenia Specjalistów Łączności i Laboratorium Kontroli Sprzętu Lotniczego[9]

8 listopada
- 37 Pułk Śmigłowców Transportowych przeszedł ze struktur WLiOP w struktury KOW. Jednostka zmieniła nazwę na 251 Pułk Kawalerii Powietrznej[9]

10 listopada
- na wniosek prezesa Rady Ministrów, Waldemara Pawlaka, prezydent Lech Wałęsa odwołał Piotra Kołodziejczyka ze stanowiska ministra obrony narodowej. Czasowo resortem kierował sekretarz stanu Jerzy Milewski[9]
- prezydent RP Lech Wałęsa wręczył nominacje generalskie. Stopień generała dywizji otrzymał gen.bryg. Aleksander Walczak. Do stopnia generała brygady awansowali pułkownicy. J. Baranowski, Z. Cieślak, J. Flis, Zbigniew Głowienka, M. Karus, W. Kubiak, T. Kuziora, A. Piotrowski, J. Werner, F. Żygis, Maciej Żytecki[9]

12 listopada
- szef BBN minister Henryk Goryszewski wręczył dowódcy 1 Brygady Rakietowej OP sztandar. Dowódca WLiOP gen. dyw. J. Gotowała wyróżnił brygadę statuetką Ikara[9]

17 listopada
- 4 Pułk Artylerii Mieszanej otrzymał imię gen. Wincentego Aksamitowskiego[12]

20 listopada
- szef WRiA SG WP gen. bryg. Czesław Borowski wręczył dowódcy 5 Pułku Artylerii sztandar ufundowany przez społeczeństwo Sulechowa[9]

21–23 listopada
- w Polsce przebywała grupa generałów z kierownictwa NATO pod przewodnictwem naczelnego dowódcy Połączonych Sił Zbrojnych Paktu gen. H. Hansena. Wymieniono poglądy w zakresie wojskowej współpracy w ramach programu "Partnerstwo dla Pokoju"[9]

27 listopada
- Dowódca MW wiceadm. R. Waga przekazał dowódcy 11 Pułku Łączności MW nowy sztandar. Jednostce nadano imię płk. Kazimierza Pruszkowskiego[9]

29–1 listopada
- w Orzyszu zespół inspekcyjny z RFN, zgodnie z traktatem o konwencjonalnych siłach zbrojnych w Europie, przeprowadził inspekcję redukcji jednostek artyleryjskich w 32 OSS WRiA[9]

## Grudzień
3 grudnia
- 2 Pułk Rakiet w Choszcznie otrzymał wyróżniające miano „Pomorski” oraz przyjął imię

hetmana Jana Zamoyskiego
4 grudnia
- burmistrz Krosna Odrzańskiego B. Borek wręczył dowódcy 4 batalionu dowodzenia sztandar ufundowany przez społeczeństwo ziemi lubuskiej[9]
- w Ciechanowie szef BBN minister Goryszewski wręczył dowódcy 1 Pułku Artylerii Mieszanej im. Marszałka Józefa Piłsudskiego sztandar ufundowany przez społeczeństwo i wojsko. Jednostka przyjęła wyróżniającą nazwę "Ciechanowski"[9]
- 4 Pułk Artylerii Mieszanej przyjął nazwę wyróżniającą "Kołobrzeski" oraz otrzymał imię generała Wincentego Aksamitowskiego[13]

7 grudnia
- Rada Ministrów przyjęła projekt nowelizacji „Ustawy o służbie wojskowej żołnierzy zawodowych”[9]

13 grudnia
- prezydent Lech Wałęsa przyjął szefa Sztabu Generalnego gen. broni Tadeusza Wileckiego. Omawiano problemy restrukturyzacji Wojska Polskiego[9]
- Do kraju powrócili żołnierze pododdziału GROM, wchodzący w skład I zmiany Polskiego Kontyngentu Wojskowego w Republice Haiti[9]

31 grudnia
- w związku z formowaniem Brygady Lotnictwa Marynarki Wojennej rozformowano 34 Pułk Lotnictwa Myśliwskiego, 18 eskadrę lotnictwa ratowniczo-łącznikowego oraz 42 Polowe Warsztaty Lotnicze[10].